# 特維爾大街

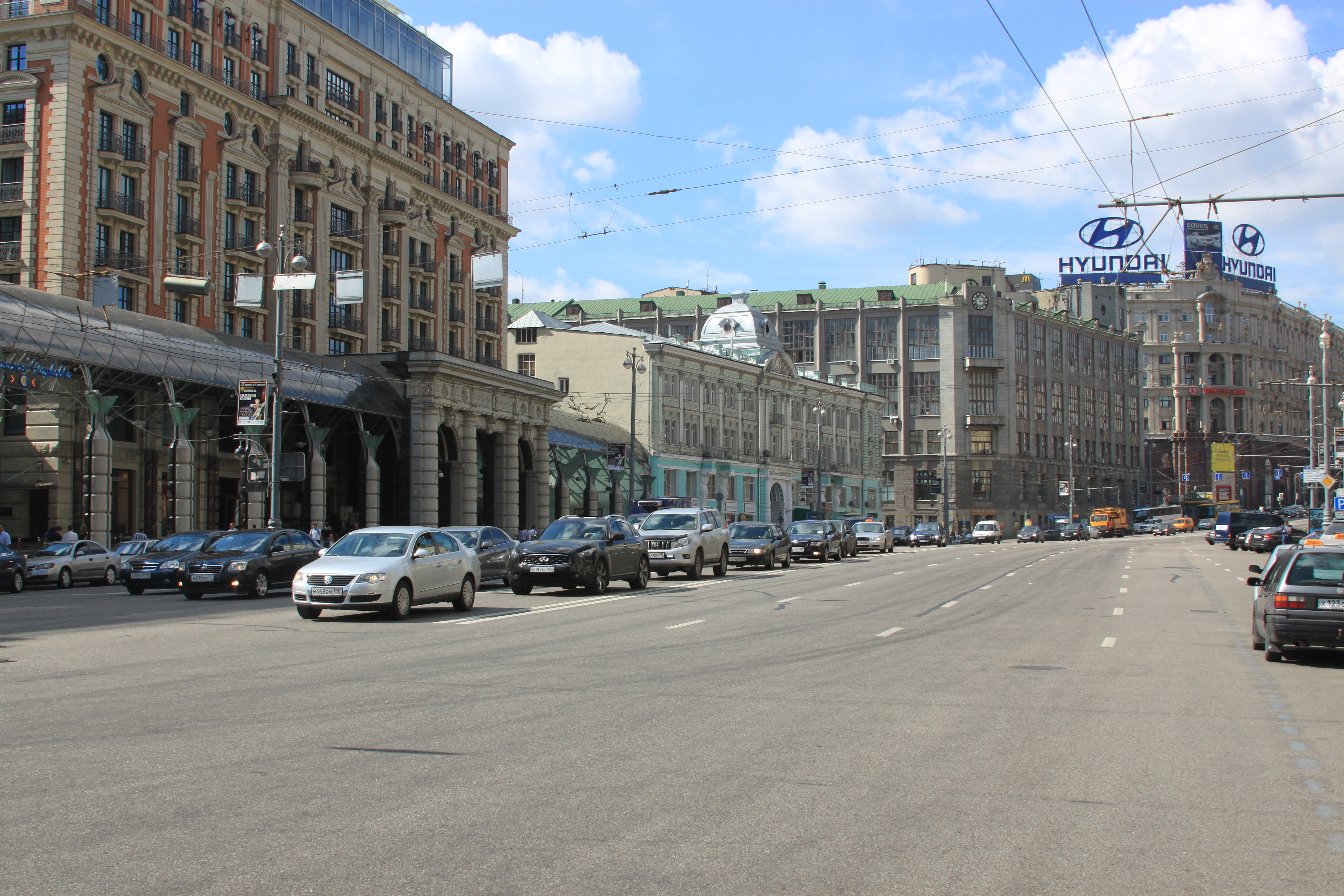
民族飯店（右）

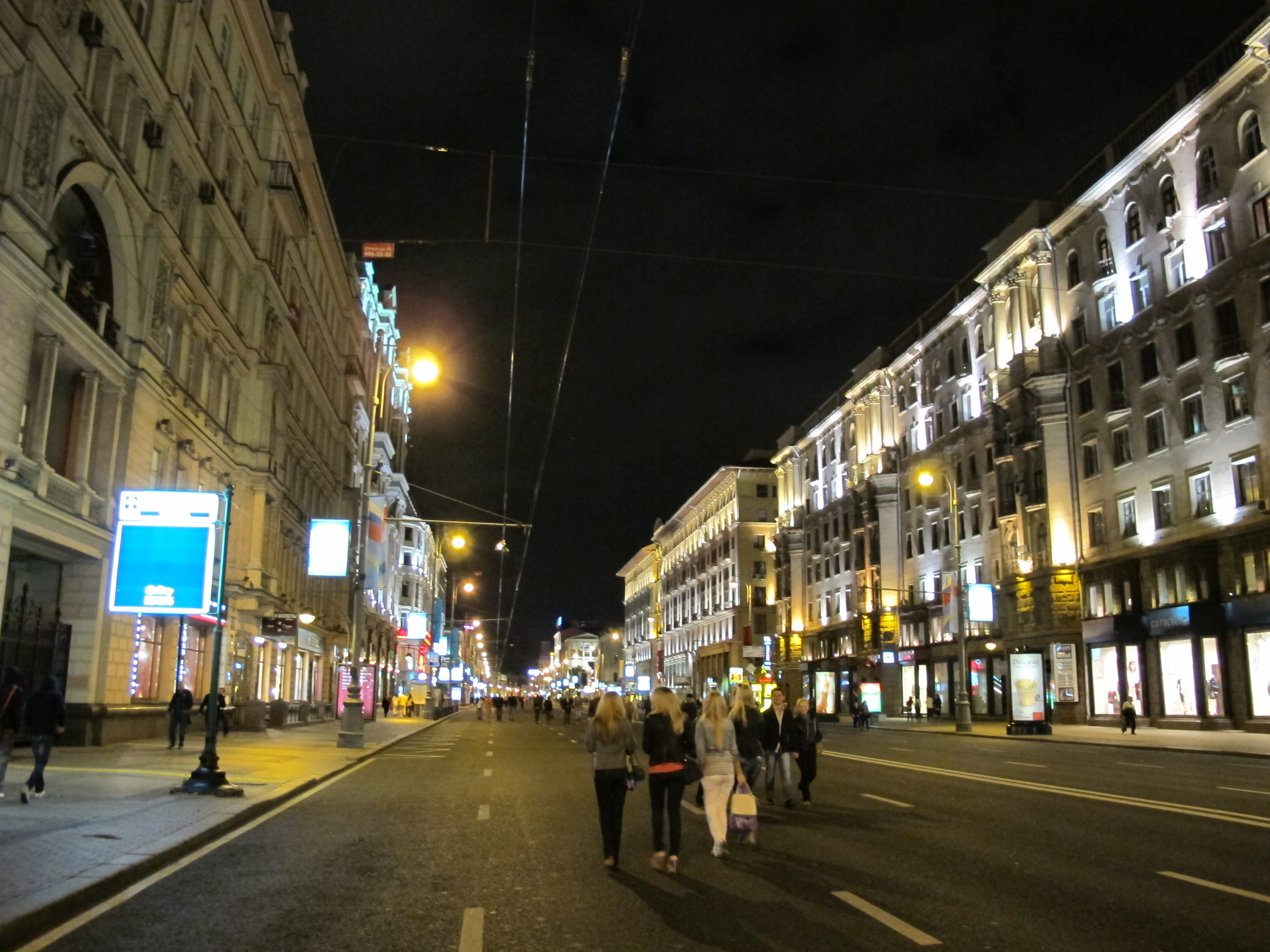
夜色

特維爾大街（羅馬化：Tverskaya ulitsa）是俄羅斯首都莫斯科一條主要街道，全長1.6公里。是莫斯科的購物、娛樂和夜生活中心。莫斯科市政廳也位於街上。
早在12世紀時已經出現，原來是通往特維爾的道路。17世紀起成為莫斯科貴族的聚居地。19世紀興建了多個凱旋門，以紀念戰勝拿破崙，以及慶祝沙皇加冕。1935年大街進行拓寬工程。1932年至1990年期間稱為高爾基大街，以蘇聯作家馬克西姆·高爾基為名。
南起馴馬場廣場，向西北、第二大城市聖彼得堡方向放射，至花園環路止。往後為第一特維爾-亞姆大街、列寧格勒大街及列寧格勒公路。沿途與莫斯科林蔭環路在普希金廣場相交，在花園環路與凱旋廣場相交。

## 相关建筑
- 柳克斯大厦
- 北京饭店 (莫斯科)